# 내일로의 졸업
〈내일로의 졸업〉(明日への卒業 아스에노소츠교[*])는 일본의 걸 그룹 X21의 메이저 데뷔 싱글이다. 2014년 3월 19일에 에이벡스 트랙스에서 발매됐다. 노래의 센터 포지션은 요시모토 미유이다.

## 배경과 발매
2013년 12월 상순, 출연하는 TV 아사히 계열의 정규 방송 《GO!오스칼!X21》의 녹화 직후, X21은 선발 멤버에 의한 CD 데뷔를 알렸다.
12월 21일에 행해진 오디션에서는 오스카 프로모션과 에이벡스 트랙스의 스태프를 중심으로 한 약 30명의 심사 위원을 전에 멤버가 각각 1분 30초의 퍼포먼스를 보였다. 2일 후인 23일에 결과 발표가 행해지며, 절반의 12명이 CD 데뷔를 했다.
CD+DVD판, CD판, 포토북판, 이벤트 장소 한정판 CD의 총 4형태로 발매.
CD+DVD판과 CD판의 초도 한정판에는 12종 멤버 솔로 생사진이 랜덤으로 봉입됐다. 초도 생산 한정으로 발매되는 포토북판은 CD에 32페이지의 스페셜 포토북이 부록되어있는 이벤트 장소 한정판 CD는 12종 랜덤 픽처 라벨 사양으로 되어있다.
분카방송 《X21 요시모토 미유의 오전 4시의 신데렐라》(X21 吉本実憂の午前4時のシンデレラ) 여는 곡.

## 수록곡
| #            | 제목                             | 작사          | 작곡              | 재생 시간 |
| ------------ | -------------------------------- | ------------- | ----------------- | --------- |
| 1.           | 〈내일로의 졸업〉 (明日への卒業) | 아오야마 미오 | 오니시 카츠미     | 5:02      |
| 2.           | 〈영원×찰나〉 (エイエン×セツナ)  | 무츠미 스미요 | 와타나베 카즈노리 | 4:09      |
| 3.           | 〈내일로의 졸업 (Instrumental)〉 |               | 오니시 카츠미     | 5:02      |
| 4.           | 〈영원×찰나 (off vocal ver)〉    |               | 와타나베 카즈노리 | 4:06      |
| 총 재생 시간 | 총 재생 시간                     | 총 재생 시간  | 총 재생 시간      | 18:20     |

| #  | 제목                                                                           | 재생 시간 |
| -- | ------------------------------------------------------------------------------ | --------- |
| 1. | 〈내일로의 졸업 (뮤직비디오)〉 (明日への卒業 (MUSIC VIDEO))                    |           |
| 2. | 〈내일로의 졸업 (뮤직비디오 오프샷)〉 (明日への卒業 (MUSIC VIDEOオフショット)) |           |

## 선발 멤버
| - 와카야마 아야노 - 이즈미카와 미호 - 요시모토 미유 - 코모리야 사쿠라 | - 타나카 슈리 - 나가오 마나미 - 이가시라 마나미 - 시라토리 하스미 | - 카미나구치 호노카 - 야마키 코하루 - 스에나가 마이 - 오자와 나나카 |